# Godmanchester
Koordinaten: 52° 19′ N, 0° 10′ W
Godmanchester ist eine kleine Stadt in England unmittelbar südlich von Huntingdon. Sie hat ungefähr 5500 Einwohner.
Godmanchester liegt an der historischen Ermine Street, die eine Verbindung zwischen London, Lincoln und York war. Während die Stadt nun ein Teil von Cambridgeshire ist, gehörte sie früher zu Huntingdonshire. In römischer Zeit bestand hier die Siedlung Durovigutum an der Kreuzung zwischen Ermine Street und Via Deviana. Die heutige Stadt wurde zuerst 1212 von König Johann Ohneland erwähnt.
Eines der bekanntesten Bauwerke von Godmanchester ist die Chinesische Brücke über den River Great Ouse. Godmanchester ist eine Partnerstadt von Wertheim.

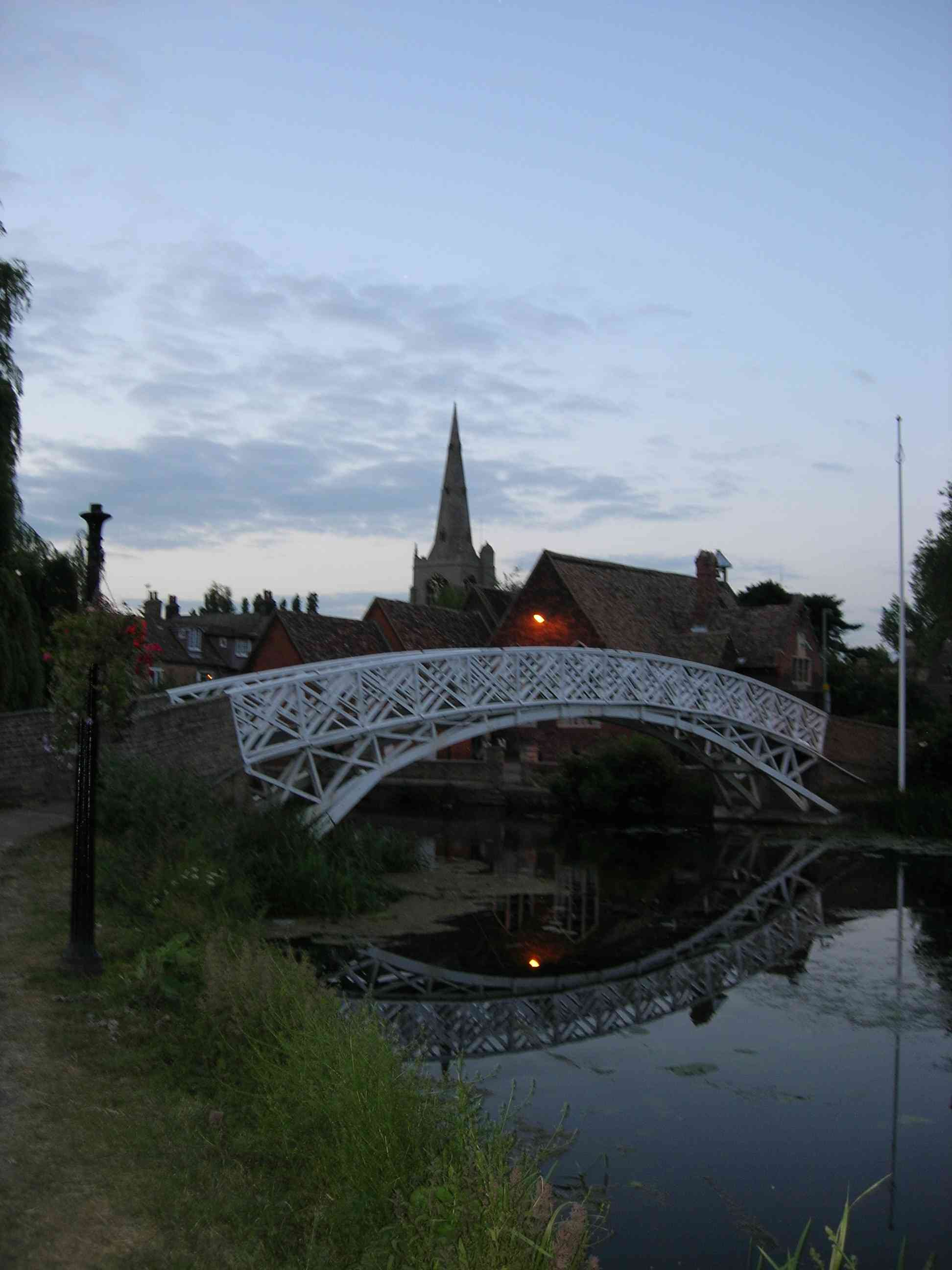
Die Chinesische Brücke
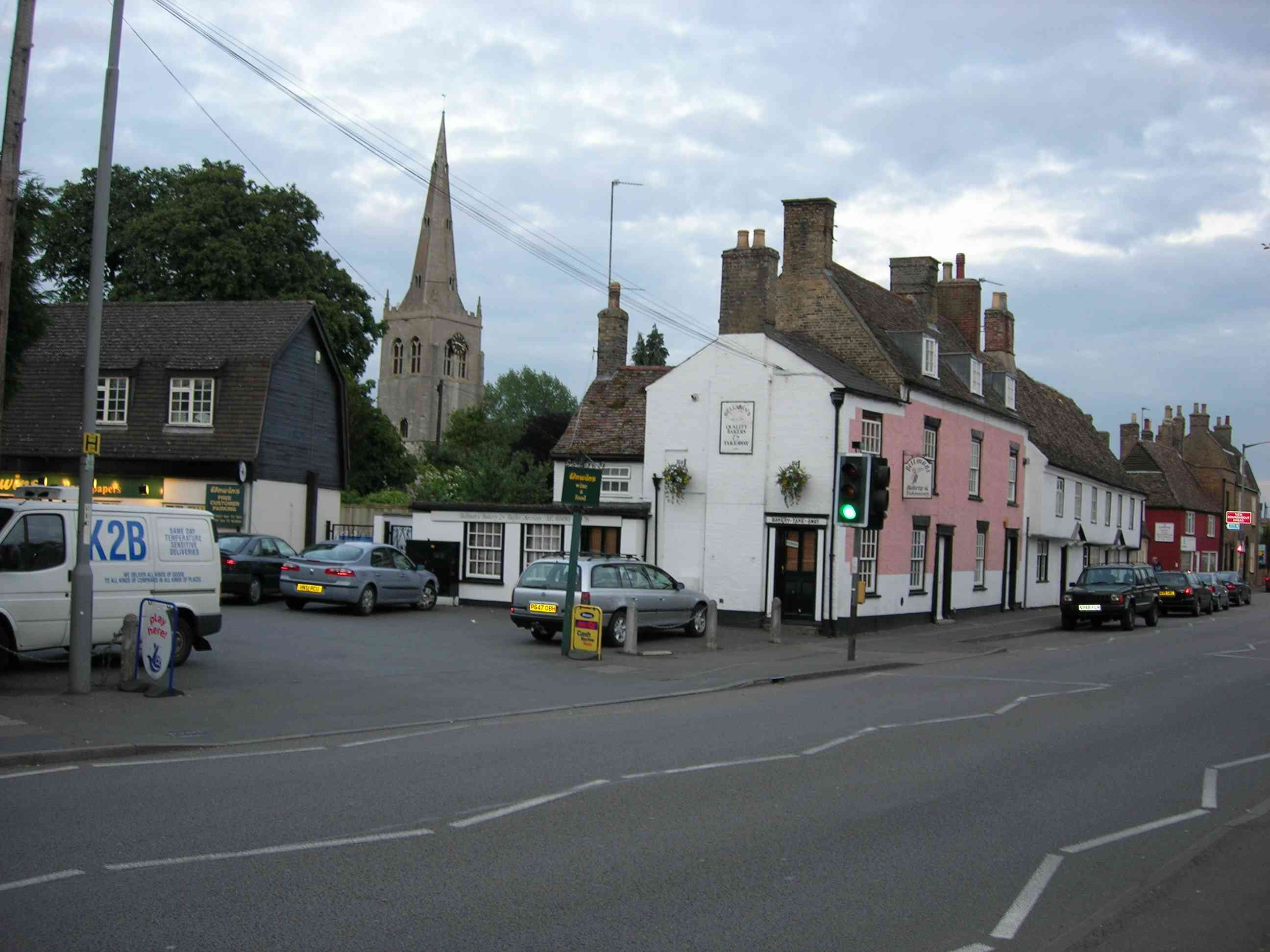
Post Street in Godmanchester